# Brion Brandd
Brion Brandd je vědeckofantastická knižní série amerického spisovatele Harryho Harrisona. Jedná se o dilogii (cyklus o 2 knihách), jejímž protagonistou je stejnojmenný hrdina, který řeší různé planetární konflikty.

## Seznam knih
Sérii tvoří dva romány vydané v letech 1962 respektive 1981.
- Planeta zatracených, česky 1997 (anglicky Planet of the Damned, 1962) – 1. díl série, předtím v roce 1961 vyšel v seriálové podobě pod názvem Sense of Obligation v americkém časopise Analog Science Fiction and Fact redigovaném Johnem W. Campbellem.
- Planeta bez návratu, česky 1997 (anglicky Planet of No Return, 1981[1]) – 2. díl série